# Рузвельт (остров, Антарктида)
Ру́звельт (англ. Roosevelt Island) — ледниковый остров или возвышенность в Южном океане. Хотя остров попадает под действия Договора об Антарктике, он входит в так называемую Территорию Росса, на которую претендует Новая Зеландия.

## География
В настоящее время остров Рузвельт фактически не является изолированной частью суши, поскольку он круглый год находится внутри шельфового ледника Росса. Остров представляет собой крупную покрытую льдом возвышенность, заметно выдающуюся над поверхностью ледника.

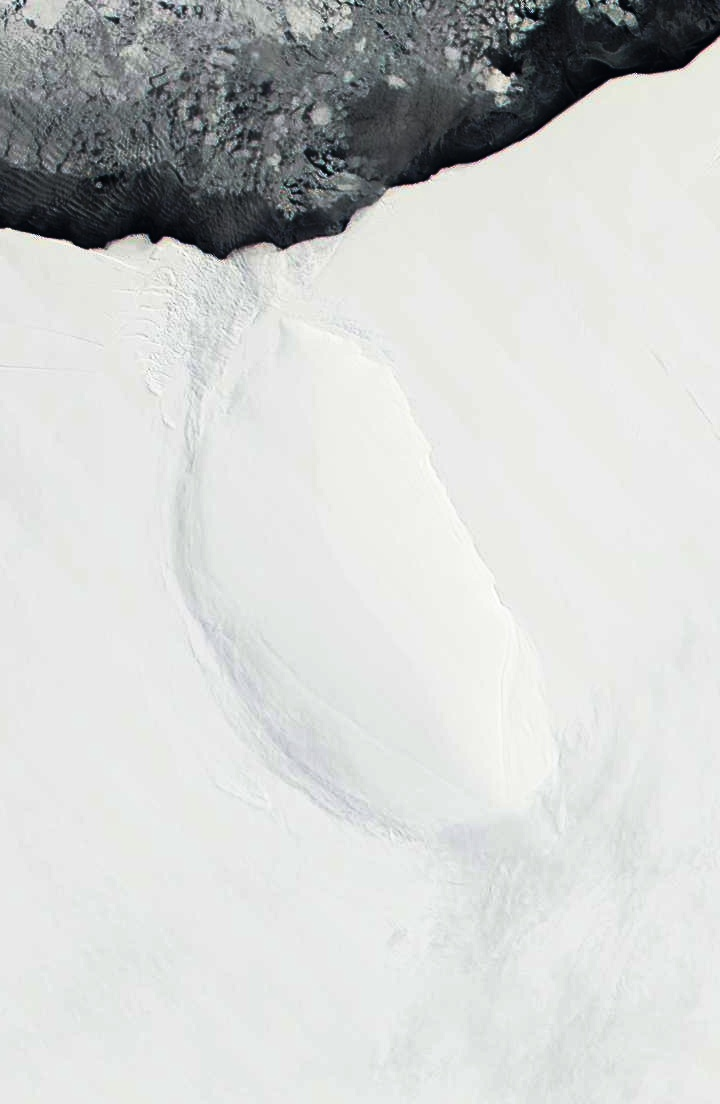
Спутниковый снимок острова Рузвельт

## История
Впервые остров Рузвельт был отмечен в начале ноября 1929 года отрядом во главе с геологом Лоуренсом Гулдом. Отправившись на собачьих упряжках исследовать горы Королевы Мод, ранее открытые Руалем Амундсеном, отряд Гулда обнаружил крупную возвышенность, выступавшую над ледником Росса.
Официально остров открыт в 1934 году, когда американский контр-адмирал Ричард Берд установил, что эта возвышенность на самом деле является островом и назвал его в честь правившего президента Франклина Рузвельта.